# 莫利諾斯縣

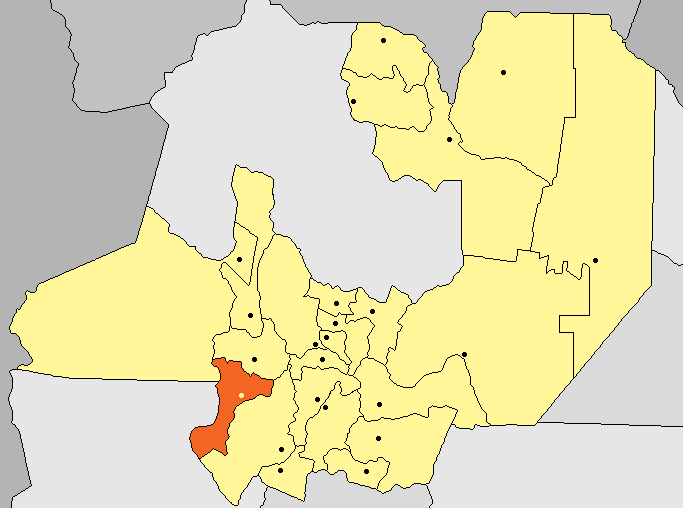

25°26′11″S 66°17′40″W / 25.43639°S 66.29444°W
莫利諾斯縣（西班牙語：Departamento de Molinos），是阿根廷的縣份，位於該國西北部薩爾塔省，首府設於莫利諾斯，面積3,600平方公里，2010年人口5,652，人口密度每平方公里1.57人。